# Zapasy na Letnich Igrzyskach Olimpijskich 1960 – kategoria do 73 kg w stylu klasycznym
Zmagania mężczyzn do 73 kg to jedna z ośmiu męskich konkurencji w zapasach w stylu klasycznym rozgrywanych podczas Letnich Igrzysk Olimpijskich 1960. Pojedynki w tej kategorii wagowej odbyły się w dniach 26 – 31 sierpnia.
Punktacja opierała się na systemie "złych punktów karnych". Zwycięzca otrzymywał zero punktów za wygraną przez "tusz" (łopatki), a jeden punkt za wygraną na punkty. Dwa punkty przyznawano zawodnikom za remis. Za porażkę na punkty zawodnik otrzymywał trzy punkty, a za przegraną na łopatki przyznawano 4 punkty karne. Uzyskanie sześciu lub więcej punktów eliminowało zapaśnika z turnieju. Najlepsza trójka walczyła w rundzie finałowej.

## Klasyfikacja[1]
| Pozycja | Nazwisko             | Kraj              |
| ------- | -------------------- | ----------------- |
| 1       | Mithat Bayrak        | Turcja            |
| 2       | Günther Maritschnigg | Niemcy            |
| 3       | René Schiermeyer     | Francja           |
| 4       | Stevan Horvat        | Jugosławia        |
| 5       | Grigorij Gamarnik    | ZSRR              |
| 6       | Matti Laakso         | Finlandia         |
| 7       | Antal Rizmayer       | Węgry             |
| 8       | Hans-Jörg Hirschbühl | Szwajcaria        |
| 9       | Kirił Petkow         | Bułgaria          |
| 9       | Bjarne Ansbøl        | Dania             |
| 11      | Bertil Nyström       | Szwecja           |
| 12      | Franco Benedetti     | Włochy            |
| 12      | Ben Ali              | ZRA               |
| 12      | Franz Berger         | Austria           |
| 15      | Harald Barlie        | Norwegia          |
| 15      | Sachihiko Takeda     | Japonia           |
| 15      | Valeriu Bularca      | Rumunia           |
| 15      | Sam Azoulay          | Maroko            |
| 19      | Robert Clark         | Australia         |
| 20      | Ángel Cuetos         | Hiszpania         |
| 20      | Karel Oomen          | Belgia            |
| 20      | Fritz Fivian         | Stany Zjednoczone |
| 20      | Bernard Philippe     | Luksemburg        |
| 24      | Juan Rolón           | Argentyna         |
| 25      | Hicham Ido           | Liban             |
| 25      | Edward Żuławnik      | Polska            |
| 27      | Ab Rosbag            | Holandia          |

## Wyniki

### Pierwsza runda[2]
| Zwycięzca            | Punkty karne | Wynik     | Przegrany        | Punkty karne |
| -------------------- | ------------ | --------- | ---------------- | ------------ |
| Harald Barlie        | 1            | Na punkty | Ángel Cuetos     | 3            |
| Grigorij Gamarnik    | 1            | Na punkty | Bjarne Ansbøl    | 3            |
| Sachihiko Takeda     | 1            | Na punkty | Karel Oomen      | 3            |
| Valeriu Bularca      | 2            | Remis     | Kirił Petkow     | 2            |
| Günther Maritschnigg | 1            | Na punkty | Fritz Fivian     | 3            |
| Hans-Jörg Hirschbühl | 0            | Łopatki   | Hicham Ido       | 4            |
| Matti Laakso         | 1            | Na punkty | Bernard Philippe | 3            |
| Franco Benedetti     | 1            | Na punkty | Robert Clark     | 3            |
| René Schiermeyer     | 0            | Łopatki   | Edward Żuławnik  | 4            |
| Ben Ali              | 1            | Na punkty | Sam Azoulay      | 3            |
| Bertil Nyström       | 0            | Łopatki   | Ab Rosbag        | 4            |
| Franz Berger         | 1            | Na punkty | Juan Rolón       | 3            |
| Mithat Bayrak        | 1            | Na punkty | Stevan Horvat    | 3            |
| Antal Rizmayer       | 0            | Bez walki |                  |              |

### Druga runda[3]
| Zwycięzca            | Punkty karne | Wynik       | Przegrany            | Punkty karne |
| -------------------- | ------------ | ----------- | -------------------- | ------------ |
| Antal Rizmayer       | 1            | Na punkty   | Ángel Cuetos         | 6            |
| Grigorij Gamarnik    | 2            | Na punkty   | Harald Barlie        | 4            |
| Sachihiko Takeda     | 3            | Remis       | Bjarne Ansbøl        | 5            |
| Valeriu Bularca      | 3            | Na punkty   | Karel Oomen          | 6            |
| Kirił Petkow         | 3            | Na punkty   | Fritz Fivian         | 6            |
| Günther Maritschnigg | 1            | Łopatki     | Hicham Ido           | 8            |
| Matti Laakso         | 2            | Na punkty   | Hans-Jörg Hirschbühl | 3            |
| Robert Clark         | 4            | Na punkty   | Bernard Philippe     | 6            |
| René Schiermeyer     | 2            | Remis       | Franco Benedetti     | 3            |
| Sam Azoulay          | 3            | Forfait     | Edward Żuławnik      | 8            |
| Bertil Nyström       | 2            | Remis       | Ben Ali              | 3            |
| Mithat Bayrak        | 1            | Łopatki     | Franz Berger         | 5            |
| Stevan Horvat        | 3            | Łopatki     | Juan Rolón           | 7            |
|                      |              | Wycofał się | Ab Rosbag            | 8            |

### Trzecia runda[4]
| Zwycięzca            | Punkty karne | Wynik     | Przegrany            | Punkty karne |
| -------------------- | ------------ | --------- | -------------------- | ------------ |
| Antal Rizmayer       | 2            | Na punkty | Harald Barlie        | 7            |
| Grigorij Gamarnik    | 2            | Łopatki   | Sachihiko Takeda     | 7            |
| Bjarne Ansbøl        | 5            | Łopatki   | Valeriu Bularca      | 6            |
| Kirił Petkow         | 4            | Na punkty | Günther Maritschnigg | 4            |
| Hans-Jörg Hirschbühl | 3            | Łopatki   | Robert Clark         | 8            |
| Matti Laakso         | 3            | Na punkty | Franco Benedetti     | 6            |
| René Schiermeyer     | 2            | Łopatki   | Sam Azoulay          | 7            |
| Franz Berger         | 6            | Na punkty | Ben Ali              | 6            |
| Mithat Bayrak        | 2            | Na punkty | Bertil Nyström       | 5            |
| Stevan Horvat        | 3            | Bez walki |                      |              |

### Czwarta runda[5]
| Zwycięzca            | Punkty karne | Wynik                       | Przegrany            | Punkty karne |
| -------------------- | ------------ | --------------------------- | -------------------- | ------------ |
| Stevan Horvat        | 4            | Na punkty                   | Antal Rizmayer       | 5            |
| Grigorij Gamarnik    | 2            | Łopatki                     | Kirił Petkow         | 8            |
| Günther Maritschnigg | 5            | Na punkty                   | Bjarne Ansbøl        | 8            |
| René Schiermeyer     | 2            | Łopatki                     | Hans-Jörg Hirschbühl | 7            |
| Matti Laakso         | 3            | Wycofał się w trakcie walki | Bertil Nyström       | 9            |
| Mithat Bayrak        | 2            | Bez walki                   |                      |              |

### Piąta runda[6]
| Zwycięzca            | Punkty karne | Wynik     | Przegrany         | Punkty karne |
| -------------------- | ------------ | --------- | ----------------- | ------------ |
| Mithat Bayrak        | 3            | Na punkty | Antal Rizmayer    | 8            |
| Stevan Horvat        | 5            | Na punkty | Grigorij Gamarnik | 5            |
| Günther Maritschnigg | 5            | Łopatki   | Matti Laakso      | 7            |
| René Schiermeyer     | 2            | Bez walki |                   |              |

### Szósta runda[7]
| Zwycięzca            | Punkty karne | Wynik     | Przegrany         | Punkty karne |
| -------------------- | ------------ | --------- | ----------------- | ------------ |
| Stevan Horvat        | 6            | Na punkty | René Schiermeyer  | 5            |
| Mithat Bayrak        | 3            | Remis     | Grigorij Gamarnik | 7            |
| Günther Maritschnigg | 5            | Bez walki |                   |              |

### Siódma runda[8]
| Zwycięzca            | Wynik     | Przegrany            |
| -------------------- | --------- | -------------------- |
| Günther Maritschnigg | Na punkty | René Schiermeyer     |
| Mithat Bayrak        | Łopatki   | Günther Maritschnigg |
| Mithat Bayrak        | Na punkty | René Schiermeyer     |